# Канцелярия опекунства иностранных
Канцелярия опекунства иностранных — одно из центральных государственных учреждений в Российской империи в XVIII веке. 
Создана в Санкт-Петербурге на правах коллегии одновременно с изданием 22 июля (2 августа) 1763 года Манифеста императрицы Екатерины II «О дозволении всем иностранцам, въезжающим в Россию, селиться в разных губерниях по их выбору, их правах и льготах». До начала 1770-х гг. подчинялась императрице.
Возглавлялась президентом графом Г. Г. Орловым. Канцелярия получала ежегодно 200 тыс. руб. на оказание помощи при переселении. Помимо присутствия и канцелярии, имела штат особых комиссарств (отделений) в Москве и Ораниенбауме. В Саратове в 1766 году было открыто отделение канцелярии.
Канцелярия осуществляла: приём иммигрантов, организацию их поселений в Астраханской, Белгородской, Московской, Новороссийской губерниях на правах колоний и общее управление ими. Занималась отводом земель, разработкой норм налогообложения, определением в поселения колонистов священнослужителей и лекарей, снабжением их всем необходимым для ведения хозяйства. Также обустраивала в городах (преимущественно в столицах) заводчиков и ремесленников из числа переселенцев, контролировала исполнение всеми переселенцами заключённых контрактов. С конца 1760-х гг. массовый въезд иностранцев прекратился, а их вновь образуемые поселения стали отходить к компетенции местных властей, что подготовило перевод в ходе губернской реформы 1775 года всех колонистов в ве́дение казённых палат и верхних и нижних расправ.
При образовании губерний, Указом императрицы от 20 апреля (1 мая) 1782 года Канцелярия опекунства иностранных и её отделение в Саратове  прекратили свою деятельность поскольку приглашения новых колонистов не ожидалось, а содержание учреждения достаточно дорого обходилось казне. Управление колониями, наравне с казёнными крестьянами, было вверено губернским «директорам домоводства»; непосредственное заведование каждой колонией осталось в руках комиссара.
В 1797 году колонии в России, были подчинены созданной при Правительствующем Сенате Экспедиции государственного хозяйства, опекунства иностранных и сельского домоводства.